# Australian Ice Hockey League 2012
Sezóna 2012 byla třináctým ročníkem Australian Ice Hockey League - nejvyšší soutěže v ledním hokeji v Austrálii. Základní část ligy se hrála od 26. dubna do 28. srpna, finálový turnaj čtyřech nejlepších týmů o hlavní trofej - Goodall Cup v termínu 1. a 2. září 2012.
V průběhu července byla liga na týden přerušena kvůli nové soutěži - Trans-Tasman Champions League, v níž se utkaly dva týmy ligy se dvěma protějšky z novozélandské New Zealand Ice Hockey League.

## Týmy
Tohoto ročníku se účastnilo devět týmů, oproti předchozímu ročníku byl nováčkem západoaustralský Perth Thunder. Zvýšení počtu týmů vedlo k rozdělení ligy na dvě konference: Bauer Conference a Easton Conference, pojmenované podle značek hokejového vybavení. Liga podepsala tříletý kontrakt s firmou Skaters Network, která je distributorem těchto značek.

### Bauer Conference
- Newcastle North Stars
- Sydney Ice Dogs
- Sydney Bears
- Canberra Knights

### Easton Conference
- Gold Coast Blue Tongues
- Melbourne Ice
- Adelaide Adrenaline
- Melbourne Mustangs (v předchozí sezóně působil pod názvem Melbourne IHC)
- Perth Thunder

## Základní část
Konečná tabulka Bauer Conference
| Poř. | Tým                   | Z  | V  | VP | PP | P  | VG  | OG  | B  |
| ---- | --------------------- | -- | -- | -- | -- | -- | --- | --- | -- |
| 1.   | Newcastle North Stars | 24 | 16 | 2  | 0  | 6  | 120 | 78  | 52 |
| 2.   | Sydney Ice Dogs       | 24 | 12 | 1  | 2  | 9  | 96  | 99  | 40 |
| 3.   | Sydney Bears          | 24 | 9  | 2  | 1  | 12 | 92  | 93  | 32 |
| 4.   | Canberra Knights      | 24 | 4  | 4  | 2  | 14 | 73  | 116 | 22 |

Konečná tabulka Easton Conference
| Poř. | Tým                     | Z  | V  | VP | PP | P  | VG  | OG  | B  |
| ---- | ----------------------- | -- | -- | -- | -- | -- | --- | --- | -- |
| 1.   | Melbourne Ice           | 24 | 15 | 3  | 0  | 6  | 109 | 68  | 51 |
| 2.   | Adelaide Adrenaline     | 24 | 13 | 1  | 2  | 8  | 96  | 76  | 43 |
| 3.   | Gold Coast Blue Tongues | 24 | 10 | 0  | 3  | 11 | 81  | 85  | 33 |
| 4.   | Perth Thunder           | 24 | 10 | 0  | 2  | 12 | 81  | 80  | 32 |
| 5.   | Melbourne Mustangs      | 24 | 5  | 1  | 2  | 16 | 54  | 107 | 19 |

Zdroj

## Play-off
Do vyřazovací části postoupily dva nejlepší celky z každé konference. Semifinále i finále se hrály jen na jeden vítězný zápas. Všechna utkání se konala v Hunter Ice Skating Stadium ve Warners Bay, domácí hale Newcastle North Stars. Vítězem se stal tým Melbourne Ice a získal tak potřetí v řadě Goodall Cup. 

|  | Semifinále | Semifinále            | Semifinále |  |  | Finále | Finále                | Finále |
|  |            |                       |            |  |  |        |                       |        |
|  |            | Adelaide Adrenaline   | 4          |  |  |        |                       |        |
|  |            | Newcastle North Stars | 5          |  |  |        |                       |        |
|  |            |                       |            |  |  |        | Newcastle North Stars | 3      |
|  |            |                       |            |  |  |        | Melbourne Ice         | 4      |
|  |            | Sydney Ice Dogs       | 2          |  |  |        |                       |        |
|  |            | Melbourne Ice         | 6          |  |  |        |                       |        |

## Individuální statistiky

### Kanadské bodování
| Hráč           | Tým                     | U  | G  | A  | B  | TM  |
| -------------- | ----------------------- | -- | -- | -- | -- | --- |
| Jeremy Boyer   | Newcastle North Stars   | 24 | 25 | 33 | 58 | 22  |
| Tomáš Landa    | Sydney Bears            | 24 | 19 | 39 | 58 | 6   |
| Matt Armstrong | Melbourne Ice           | 24 | 23 | 28 | 51 | 46  |
| Phil Ginand    | Perth Thunder           | 23 | 26 | 24 | 50 | 100 |
| Mike McRae     | Gold Coast Blue Tongues | 22 | 21 | 29 | 50 | 66  |
| Ken Rolph      | Perth Thunder           | 24 | 21 | 26 | 47 | 26  |
| Greg Oddy      | Adelaide Adrenaline     | 22 | 27 | 19 | 46 | 26  |
| Casey Mignone  | Sydney Ice Dogs         | 24 | 24 | 22 | 46 | 66  |
| Beau Taylor    | Newcastle North Stars   | 24 | 25 | 20 | 45 | 10  |
| Brian Bales    | Newcastle North Stars   | 21 | 21 | 24 | 45 | 14  |

### Statistiky brankářů
| Hráč           | Tým                     | MIN  | SB  | GA | GP   | %Ú    | SO |
| -------------- | ----------------------- | ---- | --- | -- | ---- | ----- | -- |
| Anthony Kimlin | Gold Coast Blue Tongues | 519  | 399 | 26 | 2.25 | 0.935 | 1  |
| Mike Brown     | Canberra Knights        | 718  | 636 | 58 | 3.64 | 0.909 | 0  |
| Aaron Barton   | Adelaide Adrenaline     | 871  | 582 | 55 | 2.84 | 0.905 | 2  |
| Kiefer Smiley  | Perth Thunder           | 1026 | 655 | 70 | 3.07 | 0.893 | 1  |
| Olivier Martin | Newcastle North Stars   | 944  | 589 | 64 | 3.05 | 0.891 | 1  |

Legenda
- MIN - odchytané minuty a sekundy
- SB - střely na branku
- GA - obdržené góly
- GP - průměr obdržených gólů na utkání
- %Ú - procento úspěšnosti zákroků
- SO - shotout (utkání bez inkasovaného gólu)